# اداره کل امنیت خارجی
اداره کل امنیت خارجی (فرانسوی: Direction générale de la sécurité extérieure‎) (مخفف: DGSE)، سازمان اطلاعات خارجی فرانسه است که زیر نظر وزارت دفاع فرانسه فعالیت می‌کند. است. این سازمان معادل MI6 انگلیس و سیا آمریکا است و با این دو سازمان مقایسه می‌شود. DGSE که در ۲ آوریل ۱۹۸۲ تأسیس شده، از طریق جمع‌آوری اطلاعات و انجام عملیات شبه نظامی و ضداطلاعات در خارج از کشور و همچنین جاسوسی اقتصادی، امنیت ملی فرانسه را تضمین می‌کند. دفتر مرکزی این اداره در منطقه ۲۰ پاریس واقع شده‌است.
DGSE تحت مدیریت وزارت دفاع فرانسه و در کنار همتای داخلی خود، اداره کل امنیت داخلی، فعالیت می‌کند. مانند بسیاری از آژانس‌های اطلاعاتی دیگر، جزئیات عملیات و سازماندهی این اداره به کلی محرمانه است و علنی نمی‌شود.
DGSE از سیستمی پیروی می‌کند که به آن LEDA می‌گویند. L برای وفاداری (loyauté)، E برای انتظارات (exigence), D برای اختیار (discrétion) و A برای سازگاری (adaptabilité). اینها مؤلفه‌های ضروری فعالیت‌های مرتبط با اخلاق و مدیریت کار اطلاعاتی، و همکاری با مأموران، مقامات و شرکای اطلاعاتی هستند.